# Angélica (1997)
Angélica é o décimo álbum de estúdio da apresentadora e cantora brasileira Angélica, lançado pela gravadora Columbia (atual Sony Music Brasil) em 21 de setembro de 1997, na boate Picasso, em São Paulo, marcando também a renovação do contrato de Angélica com a gravadora. As gravações ocorreram em meio a outros projetos televisivos de Angélica, incluindo o seriado Caça Talentos. 
Como forma de divulgação, a cantora realizou shows em algumas cidades brasileiras, fez videoclipe e se apresentou em programas de televisão. Além disso sua gravadora fez uma promoção especial para levar crianças a Disney World. Paralelo ao lançamento, a gravadora lançou uma box com tiragem limitada incluindo também a compilação Os Maiores Sucessos de Angélica.  
Com singles como "Ciúme" e "Toque de Magia", o álbum foi um dos maiores sucessos da cantora nos anos de 1990, alcançando rapidamente a marca de 300 mil cópias vendidas e garantindo um disco de platina. 

## Antecedentes e contexto
Antes das gravações, o jornal Folha de Boa Vista informou que para comemorar seus 10 anos na gravadora Sony (anteriormente chamada de Columbia), a cantora lançaria um disco duplo. O primeiro CD conteria músicas inéditas, incluindo uma regravação de "Palco", do cantor Gilberto Gil, na qual ela faria um dueto com o próprio cantor baiano. O segundo CD reuniria os maiores sucessos de sua carreira.
O projeto de músicas inéditas é o presente décimo álbum de estúdio da cantora, e a compilação de sucessos é uma reedição da compilação Os 14 Grandes Sucessos de Angélica, de 1996, que foi intitulada Os Maiores Sucessos de Angélica. Juntos, os álbuns foram lançados numa caixa com os dois CDs, que teve uma tiragem limitada de 10 mil cópias.
O jornal A Tribuna afirmou que além do álbum de inéditas, a cantora estaria gravando um novo álbum em espanhol, mas o projeto não se materializou.

## Produção e gravação
Em agosto de 1995, a cantora entrou em estúdio para gravar o seu décimo fonograma da carreira. Segundo o periódico O Fluminense, a música "Dança da Fadinha" que foi apresentada previamente no seriado de televisão Caça Talentos, da TV Globo, no qual Angélica também atuava, faria parte da lista de faixas.
O álbum contaria com a participação do cantor espanhol Enrique Iglesias, que estava em ascensão naquele momento. No entanto, devido a divergências de gravadoras o dueto não ocorreu. Nesse contexto, a Sony providenciou um outro dueto, dessa vez com o cantor porto-riquenho Chayanne. Os dois gravaram a canção "Toque de Magia", terceira faixa do CD. Com a parceria, a Sony planejava a incursão da cantora no mercado latino.
Para fazer as fotos da capa e do encarte Angélica e sua equipe viajaram em julho de 1997 para a praia de Búzios, no Rio de Janeiro.

## Lançamento e divulgação
Em 8 de agosto, o jornal O Fluminense informou que o álbum seria lançado no final de setembro. O lançamento ocorreu em 21 de setembro, na boate Picasso, em São Paulo. Na ocasião a artista também comemorou seu novo contrato com a gravadora Sony, ao som da canção "Ciúme", o carro-chefe do trabalho.
Comemorando o lançamento de seus dez anos na gravadora Sony, a artista fez um show no Metropolitan,onde cantou seus sucessos e várias das músicas novas, ao lado de 14 bailarinos. Os shows da turnê promocional também incluíram apresentações no Olympia, em São Paulo, que tiveram sessões lotadas por algumas semanas.
Outra estratégia de divulgação incluiu a parceria da Sony com o Jornal do Brasil que criaram uma promoção para o mês do dia das crianças, na qual três pessoas com um acompanhante cada, iriam para a Walt Disney World Resort, na Flórida, Estados Unidos, e outras duzentas ganhariam o novo CD de Angélica.

## Singles
"Ciúme" foi o primeiro single do trabalho, lançado em 1997. Um videoclipe foi gravado no Chile para a canção.
"Toque de Magia" foi lançada como segundo e último single, também em 1997.

## Desempenho comercial
O álbum tornou-se um dos trabalhos de maior sucesso da carreira de Angélica nos anos de 1990. A tiragem inicial foi de 250 mil cópias, que foram encomendadas pelas lojas brasileiras. Em 10 de dezembro de 1997, as vendas já tinham atingido 300 mil cópias, o que o tornou elegível a um disco de platina.

## Lista de faixas
- Créditos adaptados do CD Angélica, de 1997.[18]

| N.º | Título              | Compositor(es)                                  | Participação especial | Duração |  |
| 1.  | "Ciúme"             | Michael Sullivan / Dudu Falcão                  | —                     | 3:52    |  |
| 2.  | "Amor Animal"       | Evandro Mesquita / William Forghieri            | —                     | 4:07    |  |
| 3.  | "Toque de Magia"    | Augusto César / Paulo Sérgio Valle              | Chayanne              | 5:28    |  |
| 4.  | "Qualquer Bobagem"  | Augusto César / Paulo Sérgio Valle              | —                     | 3:26    |  |
| 5.  | "Me Arrepia"        | Prêntice / Ronaldo Monteiro de Souza / Zanin    | —                     | 4:25    |  |
| 6.  | "Palco"             | Gilberto Gil                                    | Gilberto Gil          | 3:33    |  |
| 7.  | "Talismã"           | Michael Sullivan / Paulo Massadas               | —                     | 3:43    |  |
| 8.  | "Mão Boba"          | Dalmo Beloti / Reinaldo Arias                   | —                     | 3:19    |  |
| 9.  | "Me Amarro em Você" | Augusto César / Paulo Sérgio Valle              | —                     | 3:19    |  |
| 10. | "Bombom"            | Arandas Júnior / Pierre Onassis                 | —                     | 3:53    |  |
| 11. | "Pega e Solta"      | Ed Wilson                                       | —                     | 4:01    |  |
| 12. | "Dança da Fadinha"  | Maurício Barros / Mauro Wilson / Ronaldo Santos | —                     | 3:07    |  |
| 13. | "Amor Proibido"     | César Lemos / Karla Aponte                      | —                     | 4:13    |  |
| 14. | "Com a Corda Toda"  | Michael Sullivan / Paulo Sérgio Valle           | —                     | 3:58    |  |

## Certificações e vendas
| País   | Certificação | Data | Vendas estimadas |
| ------ | ------------ | ---- | ---------------- |
| Brasil | Platina      | 1997 | 300,000          |